# Dragon Friends
Dragon Friends és un videojoc sud-coreà de mòbil de xarxa social del 2013 desenvolupat per InnoSpark i publicat per NHN. Fou elegit per Apple com un dels millors jocs del 2013.
Es ven a la Google App Store i a Apple Play Store.